# Seiffertsche Spirale
In der Mathematik ist die Seiffertsche Spirale eine sphärische Kurve, mit der gewisse elliptische Funktionen veranschaulicht werden können. Sie wurde 1896 von Alfred Seiffert eingeführt.
Die sphärische Spirale von Seiffert ist eine Kurve auf einer Kugel, die durch Bewegung auf der Kugel mit konstanter Geschwindigkeit und Winkelgeschwindigkeit in Bezug auf einen festen Durchmesser entsteht. Wenn der gewählte Durchmesser die Linie vom Nordpol zum Südpol ist, dann bedeutet das Erfordernis einer konstanten Winkelgeschwindigkeit, dass sich die Longitude des sich bewegenden Punktes mit einer konstanten Rate ändert. Die zylindrischen Koordinaten des variierenden Punktes auf dieser Kurve sind durch die Elliptischen Jacobi Funktionen gegeben.

## Parametrisierungen
Wir bezeichnen mit {\displaystyle r} den
Radius (den Abstand des Punktes vom Koordinatenursprung) und mit {\displaystyle \theta }
den Anstiegswinkel der Strecke vom Beginn der Spirale zu diesen Punkt der Spirale.
Weiter seien {\displaystyle \operatorname {sn} (s,k)}
{\displaystyle \operatorname {cn} (s,k)} die Jacobischen Elliptischen Funktionen, {\displaystyle \vartheta _{i}(s)} die Jacobischen Thetafunktionen (wobei {\displaystyle i} die Art der Thetafunktion angibt), und {\displaystyle k} eine beliebige ganze Zahl (Elliptische Lambda-Funktion).
Die Seiffertsche sphärische Spirale kann mit Hilfe der jacobischen elliptischen Funktionen {\displaystyle sn} und {\displaystyle cn} parametrisiert werden durch
{\displaystyle r=\operatorname {sn} (s,k)}
{\displaystyle \theta =k\cdot s}
{\displaystyle z=\operatorname {cn} (s,k)}
oder mit Hilfe Jacobischer Thetafunktionen durch
{\displaystyle r={\frac {\vartheta _{3}(0)\cdot \vartheta _{1}(s\cdot \vartheta _{3}^{-2}(0))}{\vartheta _{2}(0)\cdot \vartheta _{4}(s\cdot \vartheta _{3}^{-2}(0))}}}
{\displaystyle \theta ={\frac {\vartheta _{2}^{2}(q)}{\vartheta _{3}^{2}(q)}}\cdot s}
{\displaystyle z={\frac {\vartheta _{4}(0)\cdot \vartheta _{3}(s\cdot \vartheta _{3}^{-2}(0))}{\vartheta _{3}(0)\cdot \vartheta _{4}(s\cdot \vartheta _{3}^{-2}(0))}}}.